# Định luật Stefan–Boltzmann

Đồ thị hàm tổng năng lượng vật đen phát ra tỷ lệ với nhiệt độ nhiệt động của nó. Đường màu xanh là tổng năng lượng tính theo xấp xỉ Wien,

Định luật Stefan–Boltzmann mô tả năng lượng bức xạ từ một vật đen tương ứng nhiệt độ cho trước. Cụ thể, định luật Stefan-Boltzmann nói rằng tổng năng lượng bức xạ trên một đơn vị diện tích bề mặt của một vật đen qua tất cả các bước sóng trong một đơn vị thời gian, {\displaystyle j^{\star }}, tỷ lệ thuận với lũy thừa bậc 4 của nhiệt độ nhiệt động của vật thể T:
{\displaystyle j^{\star }=\sigma T^{4}.}

Hệ số tỉ lệ σ, được gọi là hằng số Stefan-Boltzmann, nhận được từ những hằng số tự nhiên khác. Giá trị của nó là:
{\displaystyle \sigma ={\frac {2\pi ^{5}k^{4}}{15c^{2}h^{3}}}=5.670373\times 10^{-8}\,\mathrm {W\,m^{-2}K^{-4}} ,}
trong đó k là hằng số Boltzmann, h là hằng số Planck, và c là vận tốc ánh sáng trong chân không. Như vậy, tại 100°K thông lượng năng lượng là 5,67 W/m², tại 1000°K là 56700 W/m², v.v. Bức xạ (oát trên mét vuông trên góc khối), được cho bởi công thức:
{\displaystyle L={\frac {j^{\star }}{\pi }}={\frac {\sigma }{\pi }}T^{4}.}
Vật thể mà không hấp thụ tất cả những bức xạ tới (còn được biết với tên vật xám) phát ra năng lượng tổng cộng ít hơn vật đen và được đặc trưng bởi độ phát xạ, emissivity, {\displaystyle \varepsilon <1}:
{\displaystyle j^{\star }=\varepsilon \sigma T^{4}.}
Độ rọi bức xạ (khả năng bức xạ), {\displaystyle j^{\star }}, có thứ nguyên của thông lượng năng lượng (năng lượng trên một đơn vị thời gian trên một đơn vị diên tích), và trong hệ đo lường SI là joule trên giây trên mét vuông(J/s/m2 hoặc J-1.s-1.m-2), hoặc tương đương là oát trên mét vuông(W/m2 hay W.m-2). Đơn vị SI của nhiệt độ tuyệt đối T là Kelvin, {\displaystyle \varepsilon }là độ phát xạ của vật xám, nếu nó là vật đen tuyệt đối thì {\displaystyle \varepsilon =1}. Trong trường hợp tổng quát hơn (thực tế), độ hấp thụ phụ thuộc vào bước sóng {\displaystyle \varepsilon =\varepsilon (\lambda )}.
Để tìm tổng công suất phát ra từ một vật thể, ta nhân với diện tích bề mặt của nó, {\displaystyle A}:
{\displaystyle P=Aj^{\star }=A\varepsilon \sigma T^{4}.}
Những hạt có kích cỡ bước sóng hoặc một phần bước sóng, siêu vật liệu, và những cấu trúc nano khác không chịu giới hạn tia quang học và có thể là được thiết kế để mở rộng định luật Stefan-Boltzmann.

## Lịch sử
Định luật được nhà vật lý Josef Stefan (1835–1893) đề cập đến lần đầu tiên vào năm 1879 dựa trên các đo đạc thực nghiệm của John Tyndall và được Ludwig Boltzmann (1844–1906) suy luận ra bằng các tính toán lý thuyết vào năm 1884 sử dụng nhiệt động lực học. Boltzmann xét một máy nhiệt lý tưởng với ánh sáng hoạt động thay cho chất khí. Định luật chỉ chính xác cho vật đen tuyệt đối; và nó vẫn cho giá trị xấp xỉ tốt đối với các vật "xám". Stefan công bố định luật trong bài báo nhan đề Über die Beziehung zwischen der Wärmestrahlung und der Temperatur (Về mối liên hệ giữa bức xạ nhiệt và nhiệt độ) trong Tập san hàng kỳ của Viện hàn lâm Khoa học Vienna.